# Hervé Faye
Hervé Auguste Étienne Albans Faye (1 de octubre de 1814 - 4 de julio de 1902) fue un astrónomo francés, descubridor del cometa periódico "Faye".

## Vida y obra
Nació en Saint-Benoît-du-Sault (Indre) y estudió en la École Polytechnique, que dejó en 1834, antes de completar el curso, para aceptar un puesto en el Observatorio de París donde había sido nombrado por recomendación de M. Arago.
Estudió los cometas, y descubrió el cometa periódico 4P/Faye el 22 de noviembre de 1843. Su descubrimiento del "cometa Faye" atrajo la atención mundial, y ganó el premio Jérôme Lalande y una membresía en la Academia de Ciencias. En 1848 se convirtió en instructor de geodesia en la École Polytechnique, y en 1854 fue rector de la academia en Nancy y profesor de astronomía en la Facultad de Ciencias de dicho lugar, dedicado a la formación de las promociones de las décadas siguientes. Fue nombrado ministro de Instrucción Pública en 1877, una posición que ocupó brevemente. También fue miembro del Bureau des Longitudes.
Fue presidente de la Sociedad Astronómica de Francia (SAF), desde 1889 a 1891.
Su labor abarca todo el campo de la investigación astronómica, que comprende la determinación de los períodos cometarios, la medición de paralajes, y el estudio de los movimientos estelares y planetarios. También estudió la física del Sol. Hizo avances en originales teorías sobre la naturaleza y la forma de los cometas, meteoros, auroras boreales y el sol.

## Publicaciones
En colaboración con Charles Galusky tradujo al francés la obra  Cosmos de Alexander von Humboldt (cuatro volúmenes, 1846-59), además de numerosas contribuciones a revistas científicas. Publicó además las siguientes obras:
- Sur les déclinaisons absolues (1850)
- Leçons de cosmographie (1852; second edition, 1854)
- Sur les cyclones solaires (1873)
- Cours d'astronomie de l'Ecole Polytechnique (two volumes, 1881-83)
- Sur l'origine du monde (1884; third edition, enlarged 1895)
- Nouvelle étude sur les tempêtes, cyclones, trombes, ou tornadoes (1897)

## Eponimia
- El cometa periódico 4P/Faye lleva el nombre de su descubridor.
- Así mismo, el cráter lunar Faye lleva este nombre en su memoria.